# العوالم الغريبة (مسلسل)
العوالم الغريبة (بالإنجليزية: Alien Worlds)‏ هي قصة وثائقية عن الطبيعة من الخيال العلمي البريطاني ترويها صوفي أوك ونيدو. تمزج المسلسلات الصغيرة المكونة من 4 أجزاء، والتي تم تصويرها باستخدام تقنيات CGI، الحقيقة مع الخيال العلمي وتصور ما يمكن أن تكون عليه الحياة الفضائية على الكواكب الأخرى من خلال تطبيق قوانين الحياة على الأرض على بقية المجرة.
تم إصدار المسلسل على نت فليكس في 2 ديسمبر 2020.

## قصة
بتطبيق قواعد الحياة في الأرض على كافة المجرّة، يمزج المسلسل بين الحقائق العلمية والخيال ليقدّم تصوّرًا عن الحياة الغريبة على الكواكب الأخرى.

## الحلقات
في مقدمة الحلقة 1، ظهر عالم الفلك يدييه كجلوز لمناقشة اكتشافات الكواكب الخارجية وكيف يتم تحليلها في العالم الحقيقي. في الحلقة الأولى، العالم الخيالي الذي نتخيله هو أطلس، عالم به جاذبية أعلى من الأرض وغلاف جوي أكثر سمكًا يؤدي إلى مخلوقات محمولة جواً. في شرح لكائنات أطلس الفضائية، تستكشف الحلقة أيضًا مبدأ الإعاقة في الحشرات، وتُظهر شكلاً تأهيليًا للصفارة حيث يتم تدريب الصقور الأسيرة على العيش في البرية.
في الحلقة 2، يُنظر إلى الكوكب الخارجي الافتراضي لجانوس، والذي يدور حول نجم قزم أحمر. نظرًا لأنه قريب بدرجة كافية من النجم ليصبح مغلقًا بشكل مدّي، يتم فصل جانوس إلى ثلاث بيئات رئيسية: نصف الكرة الأرضية الذي يواجه الشمس حيث يكون دائمًا نهارًا، ونصف الكرة المعاكس الذي يكون دائمًا ليلًا، ومنطقة الشفق على الحدود بينهما. تطورت الحياة لتتكيف مع الظروف السائدة في نصفي الكرة الأرضية ولاستغلال الرياح الحلمية القوية في منطقة الشفق لتوزيع اليرقات.
في الحلقة 3، موضوع واحد هو الفطريات والدور الذي يمكن أن تلعبه على الكواكب الخارجية. عالم البيئة توماس كراوتر يتحدث عن دور فطر تلعب الشبكات في الغابات Aristarchus في اسكتلندا.
تتناول الحلقة 4 موضوع استعمار الفضاء.

## روابط خارجية
- العوالم الغريبة على موقع IMDb (الإنجليزية)
- العوالم الغريبة على موقع روتن توميتوز (الإنجليزية)
- العوالم الغريبة على موقع نتفليكس (الإنجليزية)
- العوالم الغريبة على موقع كينوبويسك (الروسية)
- العوالم الغريبة على موقع قاعدة بيانات الفيلم (الإنجليزية)